# Arbor Reggio Emilia
Arbor Reggio Emilia – żeński klub siatkarski z Włoch. Został założony w 1964 w mieście Reggio nell’Emilia.